# Vilhelm Hellberg
Carl Otto Vilhelm Hellberg, född 2 februari 1879 i Stockholm, död 20 februari 1929, var en svensk advokat.
Hellberg, som var son till auditör Carl Hellberg och Anna Stråle af Ekna, avlade hovrättsexamen vid Uppsala universitet 1905. Han tjänstgjorde i Stockholms rådhusrätt och vid Skellefteå häradsrätt 1905–1907 och var därefter verksam som advokat i Stockholm. Han erhöll av Landsorganisationen uppdrag att handha dess rättegångar i samband med storstrejken 1909 och av Svenska Typografförbundet att föra dess talan i de av sju huvudstadstidningar och 23 tryckerier anställda processen angående skadestånd för förment avtalsbrott under storstrejken, i första rättegången på grund av kollektivavtal i Sverige, medverkade vid utarbetade av socialdemokratiska motioner om bland annat upphävande av Åkarpslagen och Staafflagarna vid riksdagen 1910, utarbetade socialdemokraternas motion om Åkarpslagens upphävande 1912, var de häktades försvarsadvokat i Hammarbymålet 1914 och i förräderiprocessen 1916, var riksdagsmannakandidat och juridiskt ombud för Sovjetunionen. Han utgav Hava kollektivavtalen rättslig verkan mot fackföreningarne? (1910) och skrev smärre artiklar i sociala ämnen.